# Sybra pseudobityle
Sybra pseudobityle là một loài bọ cánh cứng trong họ Cerambycidae.